# Государственная монополия внешней торговли
Государственная монополия внешней торговли (ГМВТ) — исключительное право государства на внешнеэкономическую деятельность, осуществлявшееся сначала в РСФСР, а затем в СССР.

## Утверждение монополии

### РСФСР
Правительство советской России полагало, что без государственной монополии внешней торговли невозможно максимально быстрое восстановление экономики. Кроме того, этот шаг позволил предотвратить проникновение западного капитала в Россию, тогда как накануне 1917 г. французские, британские и германские банки в целом подчинили себе российские: иностранцы контролировали значительную часть российской промышленности и часть экспорта. Главным источником импортных товаров для России тогда была Германия (в 1913 г. на неё приходилось 47 % общего объёма российского импорта).
22 апреля 1918 г. декретом Совета народных комиссаров РСФСР «О национализации внешней торговли» внешняя торговля была национализирована и передана специальным уполномоченным органам — в частности, Народному комиссариату торговли и промышленности. При нём был создан Совет внешней торговли, в который вошли представители наркоматов военного, морского, земледелия, продовольствия, путей сообщения, иностранных дел и финансов; представители центральных органов регулирования и управления отдельных отраслей производства. Наркомат впоследствии сформировал центральных органы торговых предприятий по ввозу и вывозу важнейших продуктов (такие, как «Экспортхлеб»).
Совет внешней торговли должен был вести учёт спроса и предложения товаров на внешнем рынке, организовывать их заготовки и закупки при посредстве соответственных центров отдельных отраслей промышленности внутри страны и при посредстве государственных закупочных комиссий и агентов, кооперативных организаций и торговых фирм за рубежом. Ему поручалось также устанавливать цены вывозимых и ввозимых товаров.
С введением НЭПа 11 марта 1921 г. был принят новый наказ СНК РСФСР, которым «для развития торговых отношений с заграницей хозяйственным органам» было «предоставлено право участия в заграничных сделках и реализации таковых, а также право иметь свои представительства при заграничных органах НКВТ». Права наркомата определил декрет СНК от 9 августа 1921 г.: ему был полностью передан экспортный фонд республики, с целью обеспечить его устойчивое положение в условиях возможной конкуренции с госучреждениями и кооперацией.
Президиум ВЦИК по инициативе Л. Б. Красина постановлением от 13 марта 1922 г. поручил НКВТ высший контроль и руководство внешней торговлей РСФСР, а также деятельностью всех учреждений, действовавших на внешнем рынке. За усиление роли НКВТ во внешней торговле выступал Л. Б. Красин, ему оппонировали возникшие за первый год НЭПа торгово-промышленные объединения.
Согласно этому постановлению, НКВТ производит на внешних рынках операции по экспорту и импорту не только за счёт государственного плана, но и на комиссионных началах, предоставляя своим поручителям разрешение на непосредственное совершение внешнеторговых сделок при условии предварительного утверждения им или его органами соответствующих договоров. Право выхода на внешний рынок под контролем НКВТ уже тогда имел Центросоюз. НКВТ должен был организовать, с утверждения Совета Труда и Обороны (СТО), специальные общества для совершения внешнеторговых операций (своего рода компании).
В апреле 1922 года из состава НКВТ был выделен коммерческий орган — Госторг.
16 октября 1922 г. было принято Постановление ВЦИК, СНК РСФСР «О внешней торговле», дополненное декретом СНК РСФСР от 16 октября 1922 г. с инструкцией о порядке заключения торговых сделок с заграницей и декретом ВЦИК и СНК РСФСР от 12 апреля 1923 г. «О внешней торговле». В них было законодательно утверждено правовое положение торговых представительств как органов НКВТ, образующих непременную составную часть Полномочного представительства РСФСР в каждой отдельной стране.
Право совершения торговых операций на внешних рынках получили государственные промышленные предприятия и их объединения, перешедшие на коммерческий расчёт, которым разрешалось экспортировать только собственную продукцию и покупать лишь предметы, необходимые для собственного производства. Перепродажа воспрещалась, но в отдельных случаях вывезти за рубеж не собственную продукцию можно было по отдельному разрешению, если другим способом госпредприятие или их объединения не могли получить валюту для закупок за рубежом.

### СССР
13 апреля 1923 года специальным декретом круг организаций, допущенных к самостоятельным внешнеторговым операциям был ограничен до 25. Остальным надлежало получать разрешение на заключение внешнеторговых сделок в НКВТ в каждом отдельном случае.
IX Всероссийский съезд Советов принял резолюцию о новой экономической политике, в которой подтвердил: «Дальнейшее развитие торговых сношений с заграницей требует более прямых и непосредственных связей промышленности с заграничным рынком. Находя, что охранение народного достояния и интересы наиболее выгодной реализации на заграничных рынках тех продуктов, которые разрешаются к вывозу, требуют сохранения за государством монополии внешней торговли, IX съезд Советов считает, что всероссийским и областным кооперативным объединениям всех видов, государственным и промышленным объединениям должно быть разрешено непосредственное начало производство экспортных и импортных операций (на основании особых соглашений их с НКВТ о допущении или ограничении вывоза или ввоза определенных видов товаров и под его контролем). В тех же целях должно быть разрешено образование при обязательном участии НКВТ — смешанных обществ для заготовки экспортных товаров внутри страны, сбыта их за границей и ввоза в Советскую Россию необходимых ей продуктов, с установлением таможенных пошлин — ввозных и вывозных».
Некоторую свободу внешнеэкономической деятельности сохранили Аркосу, Амторгу, смешанным акционерным обществам.
На втором совещании уполномоченных НКВТ 6 января 1924 г. вышеназванные организации были преобразованы в структуры НКВТ, обладающие значительной свободой внешнеэкономической деятельности. Красин подчёркивал: «Монополия внешней торговли заключает в себе принципы строжайшего исполнения Наркомвнешторгом заключенных обязательств и договоров, и во всей торговой деятельности органов Внешторга с момента возобновления внешней торговли Советской республики в 1920 г. не может быть указано ни одного случая неисполнения торгпредствами каких-либо из заключенных ими обязательств. Конечно, монополия внешней торговли является достаточно могучим орудием в руках советского государства для того, чтобы успешнее бороться с тем, кто стремится подорвать экономические интересы нашей страны или повредить нашей торговле».
Ряд сотрудников Наркомзема (Н. Д. Кондратьев, Суханов, В. Г. Громан) попытались нарушить монопольное положение НКВТ и его структур на внешнем рынке в 1925 г. под предлогом неповоротливости и неоперативности аппарата наркомата. Н. Д. Кондратьев утверждал, что «протекционизм в отношении промышленности СССР должен проводиться так, чтобы не препятствовать ввозу орудий и средств сельскохозяйственного производства». Но успеха эта группа не добилась, и к середине 1920‑х годов государственная монополия внешней торговли в СССР закрепилась окончательно, что трактовалось партийно-государственными кругами как одно из крупнейших достижений социалистического строительства.
Государственная монополия на все валютные операции была установлена ЦИК и СНК СССР 7 января 1937 года. Полученная советскими предприятиями выручка обменивалась Госбанком на советские рубли по фиксированному курсу. Все доходы от экспорта были монополизированы государством и распределялись в плановом порядке.
К 1980-м годам в СССР имелось свыше 50 всесоюзных внешнеторговых объединений, подчинённых Министерству внешней торговли СССР. Весь экспорт и импорт осуществлялся только через них.

## Ликвидация монополии
С началом Перестройки поступления в иностранной валюте стали разделяться в определенных пропорциях между государством и государственными предприятиями, поставлявшими свою продукцию на экспорт. Ведомства, предприятия, местные органы власти расходовали полученные валютные средства в пределах установленных им лимитов.
В связи с принятием постановлений Совета Министров СССР № 1405 от 2 декабря 1988 года «О дальнейшем развитии внешнеэкономической деятельности государственных, кооперативных и иных общественных предприятий, объединений и организаций» и № 412 от 18 мая 1989 года «О развитии хозяйственной деятельности советских организаций за рубежом», обеспечивших предприятиям и организациям прямой выход на внешний рынок, государственная монополия внешней торговли фактически была отменена.
Результатом стал массовый вывоз сырья за рубеж, бегство капитала, а предприятия-экспортёры получили в своё распоряжение большие объемы не обеспеченных товарной массой денег, что в условиях сохранения регулируемых цен привело лишь к увеличению товарного дефицита.
К моменту распада Советского Союза доходы частных экспортёров в валюте практически сравнялись с государственными, в то время как у государства не хватало валютных средств на обслуживание своего внешнего долга.
Согласно докладу заместителя председателя Внешэкономбанка СССР Ю. Полетаева на имя первого вице-премьера российского правительства Е. Гайдара, за 9 месяцев 1991 года от текущего экспорта на счета поступило 26,3 млрд долларов США, из которых в централизованный фонд — 15,9 млрд, а в валютные фонды экспортеров — 10,4 млрд. При этом выплаты по импорту и кредитам составляли 26 млрд долларов США. Дефицит покрывался за счет проведения операций «своп» — новых займов под залог золота. В результате «за 1989—1991 годы из страны вывезли более 1000 тонн [золота], причем процесс шел с ускорением. Печальный рекорд 1990 года — 478,1 тонны. К концу 1991 года золотой запас бывшего Советского Союза упал до беспрецедентно низкой отметки — 289,6 тонн. Им уже нельзя было покрыть даже самые срочные финансовые обязательства, самые неотложные потребности страны», — писал в мемуарах Е. Гайдар.

## Интересные факты
И. Сталин отмечал, что первым ввел государственную монополию внешней торговли Иван Грозный (а Ленин - вторым).